# Forte Gurjão
O Forte Gurjão localiza-se na margem esquerda do rio Amazonas, em posição dominante na serra da Escama sobre o estreito de Óbidos, no interior do estado do Pará, no Brasil.
O seu nome é uma homenagem ao Tenente-Coronel Hilário Maximiniano Antunes Gurjão, herói da batalha de Itororó, que esteve no local, em passagem, em 1860.

## História
Na administração Mallet do Ministério da Guerra (1902), nomeou-se uma Comissão para estudar a defesa do baixo Amazonas, que concluiu pela fortificação de um ponto no alto da serra da Escama, a ser artilhado. Conforme Memória da empresa alemã Krupp para o projeto, recomendava-se a instalação de três baterias: uma de dois canhões de grosso calibre, tiro rápido; uma de quatro canhões de médio calibre, tiro rápido; e uma de obuseiros de grosso calibre. Os trabalhos para a execução deste projeto foram iniciados, sob a direção do Major de Engenheiros Manoel Luiz de Melo Nunes, posteriormente redimensionado. Em 1909 estavam concluídos o Quartel, obras de infra-estrutura (poços), e de instalação e montagem (caldeiras, bombas de captação de água), que importavam em 200:000$000 réis. Para a sua continuação, solicitava-se, em 1910, um crédito adicional de 250:000$000 réis, sendo inaugurada, em 1911, a Bateria da Escama (GARRIDO, 1940:20), artilhada com quatro canhões Armstrong de 6 polegadas (128 mm?, 152 mm?) (BARRETTO, 1958:49).
À época da Primeira Guerra Mundial (1914-1918), este conjunto defensivo estava guarnecido pelo 4º Batalhão de Artilharia (1915), tendo caído nas mãos dos revolucionários de 1924, no Amazonas (GARRIDO, 1940:20).
A partir de 1930, tanto este quanto o Forte de Óbidos foram desativados (BARRETTO, 1958:49). Os canhões Krupp da serra da Escama foram utilizados durante a Revolução Constitucionalista de 1932 pelos revoltosos para artilhar a embarcação "Jaguaribe", abalroada e afundada na baía de Itacoatiara pelo vapor legalista "Ingá".
BARRETTO (1958) complementa que, à época (1958), o Quartel estava guarnecido por um contingente da 8ª Região Militar (op. cit, p. 50).
Atualmente tanto as instalações do Forte Gurjão, quanto as do Forte de Óbidos, encontram-se abertas ao público.